# Guillaume Melckmans
Guillaume Melckmans, né à Uccle le 15 août 1871 et décédé à Anderlecht le 14 novembre 1932 fut un homme politique belge, membre du parti ouvrier belge.

## Biographie
Melckmans fut ouvrier en usine. Il fut secrétaire de Syndicat des Industries Diverses (1899) et gérant de la coopérative La Maison du Peuple (1899). Il fut conseiller communal à Anderlecht (1903-32) et échevin de l'État Civil (1911), des Finances publiques (1912) et de l'Instruction Publique (1917-1932). Il fut également cofondateur de la coopérative d'habitat Le Foyer Anderlechtois (1907) en élu député socialiste par l'arrondissement de Bruxelles (1919-32).

## Sources
- sa Bio sur ODIS